# Jacob George Jeronimo Hahn

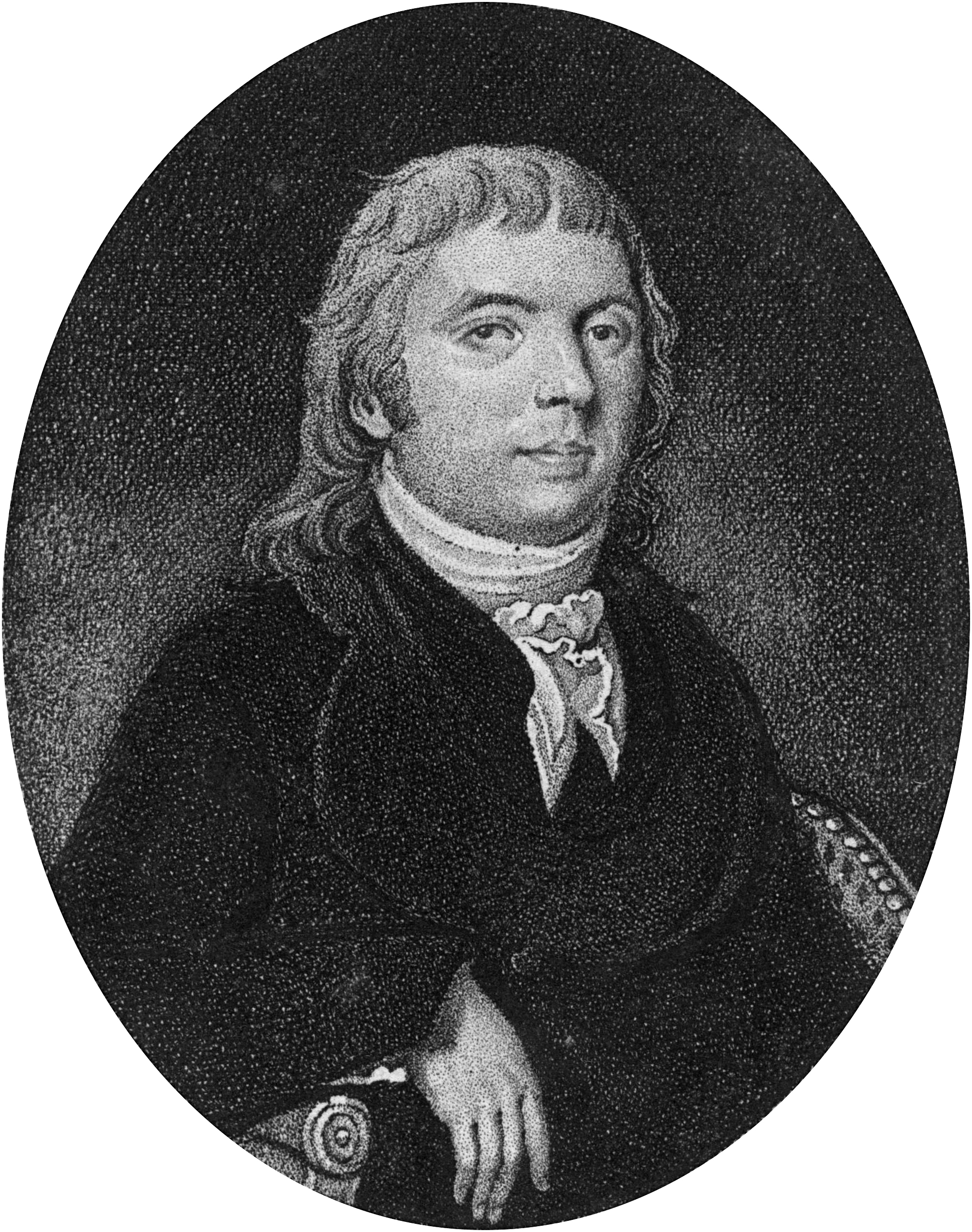
Portret van Jacob Hahn, representant in de Eerste Nationale Vergadering, ten tijde van de Bataafse Republiek.
- Collectie Rijksmuseum Amsterdam

Jacob George Jeronimo Hahn (Utrecht, 1761 - Haarlem, 22 november 1822) was een Nederlandse politicus die onder andere gedeputeerde in de Staten-Generaal der Verenigde Nederlandse Provinciën en lid van de Eerste en Tweede Nationale Vergadering was. Daarnaast had hij tevens verschillende functies binnen de posterijen.
Hij begon zijn carrière in de posterijen, maar tijdens de omwenteling van 1795 stond hij aan de kant van de Patriotten en kon hij een politieke positie bemachtigen binnen de nationale vergadering. Hij vroeg in 1798 ontslag aan toen het politieke klimaat weer veranderde en nam weer een positie binnen de posterijen in.